# Josep Maria Escribano i Casaldàliga
Josep Maria Escribano i Casaldàliga (Manresa, 1948) és un músic català, pianista, pedagog, conferenciant, articulista i gestor cultural. Ha desenvolupat gran part de la seva trajectòria professional al Principat d'Andorra.
Nascut a Manresa (Bages) s'inicià en la música des de molt petit, cursà la carrera de piano i completà els estudis musicals amb prestigiosos professors nacionals i estrangers. Ben aviat destacà com a solista i en grups de cambra, formant duet amb el violinista Gerard Claret i altres. El 1984 s'integrà a l'equip de direcció del Conservatori Municipal de la seva ciutat natal on, juntament amb Liliana Maffiotte, impulsà la creació del Premi de Música Ciutat de Manresa. Ha sigut assessor de música clàssica a TVE, membre fundador de l'Assocciació d'intèrprets de Música Clàssica de Catalunya, i membre del jurat en diversos concursos de piano i en la selecció d'aspirants a la Beca Pau Casals.
Deixeble i col·laborador del mestre Joan Guinjoan, el seu repertori inclou obres de tots els estils, dedicant una especial atenció a la divulgació de les músiques del segle xx, Contemporànies, Avantguardistes i Jazzístiques. Ha estrenat obres de compositors de les últimes generacions i per aquesta raó, en l'edició dels premis Nacionals de Catalunya de l'any 1990 li fou concedit, ex-equo, el premi al millor intèrpret de Música Contemporània. El 1998 amb motiu del centenari del naixement de George Gershwin, es va sumar a l'homenatge amb la gravació d'algunes de les seves obres més emblemàtiques. Pel que fa al vessant pedagògic, ha sigut professor de piano i música de cambra, director de l'Institut d'Estudis Musicals d'Andorra la Vella i director artístic del Festival de Música i Dansa. També és assidu articulista i conferenciant sobre temes musicals, cinèfils i artístics.